# 藤田義明
藤田 義明（ふじた よしあき、1983年1月12日 - ）は、栃木県宇都宮市出身の元プロサッカー選手。ポジションはDF（右SB、CB）、MF（ボランチ、両WB）。

## 来歴
順天堂大学から、2005年にジェフユナイテッド千葉とプロ契約。
千葉ではなかなか出場機会に恵まれず、2006年途中に大分へ期限付き移籍。移籍初年度は4試合のみの出場に留まったが、2007年には第3節でボランチとして先発出場。それ以降は守備的なポジションであればどこでもこなせるマルチぶりを発揮。その活躍によって出場機会が増加し、2008年に大分に完全移籍した。
大分では主にCBや守備的MF（ボランチ）として、さらには右サイドでも出場している。2008年のナビスコカップ決勝では、累積警告で出場停止の鈴木慎吾の代わりに左サイドでも出場した。その活躍ぶりから、ペリクレス・シャムスカ監督時代には監督から「12番目のレギュラー」と言われ、選手層の薄い大分では重宝された。2011年にジュビロ磐田に完全移籍した。
磐田では主にCBとして起用され2011年には不調のイ・ガンジンに変りレギュラーを獲得し自己最多タイとなるリーグ戦31試合に出場し、チームの通算得失点差を4年ぶりプラスにするなど守備面で貢献した。
2014年シーズンは、大分時代に監督をしていたシャムスカが磐田の監督となり、シャムスカが指揮した全試合フル出場を果たした。シーズン途中にシャムスカが解任され、名波浩が監督となったが、途中交代1試合、累積で1試合出場停止になった試合以外は全試合フル出場をしている。
2016年シーズン以降は出場機会に恵まれていなかったが、2019年8月に新監督となったフェルナンド・フベロから信頼を得て、第26節から最終節までスタメンでフル出場。怪我の大井健太郎に代わり、ゲームキャプテン、ディフェンスリーダーとしてチームを支え、活躍するも結果的にはチームは降格となってしまった。
2020年シーズンも開幕からスタメン出場するも、自身やチームの不調や藤田を起用していたフベロ監督の解任などが影響し、徐々に出場機会が減った。同年12月14日に現役を引退する事が発表された。
2022年にジュビロ磐田U-13のコーチに就任。2023年に森保JAPANのコーチに就任する前田遼一の後任としてジュビロ磐田U-18の監督に就任した。
2023年9月1日、磐田U18の監督を退任した。
2024年シーズンから磐田のトップチームコーチに就任した。同年限りで退任。
2025年、アスルクラロ沼津のトップチームコーチに就任した。

## 人物
母は台湾人で、藤田本人も台湾代表でプレーする可能性が報道されたこともあった。
妻は元ワンギャルで、元ベイエフエムDJの井川絵美。
妻が『ジャンクSPORTS』に出演した際に、イケメンと紹介されるなどルックス面での人気もある。またかなりの天然ボケで、妻に「来年（の干支）は何年？」と聞かれて、『クマ年』と答えてしまったことをいじられている。妻のブログ に頻繁に登場する。
AKB48が好きと雑誌などで話している。好きなメンバーは、HKT48の宮脇咲良。

## 所属クラブ
ユース経歴
- 1998年 - 2000年 栃木県立宇都宮白楊高等学校
- 2001年 - 2004年 順天堂大学

プロ経歴
- 2005年 - 2007年  ジェフユナイテッド市原・千葉
  - 2006年7月 - 2007年  大分トリニータ (期限付き移籍)
- 2008年 - 2010年  大分トリニータ
- 2011年 - 2020年  ジュビロ磐田

## 個人成績
| 国内大会個人成績 | 国内大会個人成績 | 国内大会個人成績 | 国内大会個人成績 | 国内大会個人成績 | 国内大会個人成績 | 国内大会個人成績 | 国内大会個人成績 | 国内大会個人成績 | 国内大会個人成績 | 国内大会個人成績 | 国内大会個人成績 |
| 年度             | クラブ           | 背番号           | リーグ           | リーグ戦         | リーグ戦         | リーグ杯         | リーグ杯         | オープン杯       | オープン杯       | 期間通算         | 期間通算         |
| 年度             | クラブ           | 背番号           | リーグ           | 出場             | 得点             | 出場             | 得点             | 出場             | 得点             | 出場             | 得点             |
| 日本             | 日本             | 日本             | 日本             | リーグ戦         | リーグ戦         | リーグ杯         | リーグ杯         | 天皇杯           | 天皇杯           | 期間通算         | 期間通算         |
| ---------------- | ---------------- | ---------------- | ---------------- | ---------------- | ---------------- | ---------------- | ---------------- | ---------------- | ---------------- | ---------------- | ---------------- |
| 2005             | 千葉             | 26               | J1               | 1                | 0                | 0                | 0                | 0                | 0                | 1                | 0                |
| 2006             | 千葉             | 26               | J1               | 0                | 0                | 0                | 0                | -                | -                | 0                | 0                |
| 2006             | 大分             | 33               | J1               | 4                | 0                | -                | -                | 0                | 0                | 4                | 0                |
| 2007             | 大分             | 33               | J1               | 31               | 2                | 5                | 0                | 2                | 0                | 38               | 2                |
| 2008             | 大分             | 33               | J1               | 26               | 0                | 11               | 0                | 1                | 0                | 38               | 0                |
| 2009             | 大分             | 33               | J1               | 28               | 0                | 6                | 0                | 2                | 0                | 36               | 0                |
| 2010             | 大分             | 33               | J2               | 20               | 0                | -                | -                | 2                | 0                | 22               | 0                |
| 2011             | 磐田             | 33               | J1               | 31               | 1                | 4                | 0                | 1                | 0                | 36               | 1                |
| 2012             | 磐田             | 33               | J1               | 31               | 1                | 3                | 0                | 2                | 0                | 36               | 1                |
| 2013             | 磐田             | 33               | J1               | 32               | 0                | 5                | 0                | 2                | 0                | 39               | 0                |
| 2014             | 磐田             | 33               | J2               | 41               | 0                | -                | -                | 3                | 0                | 44               | 0                |
| 2015             | 磐田             | 33               | J2               | 36               | 1                | -                | -                | 0                | 0                | 36               | 1                |
| 2016             | 磐田             | 33               | J1               | 18               | 0                | 6                | 1                | 0                | 0                | 25               | 1                |
| 2017             | 磐田             | 33               | J1               | 5                | 0                | 5                | 1                | 3                | 0                | 13               | 1                |
| 2018             | 磐田             | 33               | J1               | 3                | 0                | 5                | 0                | 2                | 0                | 10               | 0                |
| 2019             | 磐田             | 33               | J1               | 10               | 0                | 7                | 0                | 3                | 0                | 20               | 0                |
| 2020             | 磐田             | 33               | J2               | 21               | 0                | -                | -                | -                | -                | 21               | 0                |
| 通算             | 日本             | 日本             | J1               | 220              | 4                | 57               | 2                | 18               | 0                | 295              | 6                |
| 通算             | 日本             | 日本             | J2               | 118              | 1                | -                | -                | 5                | 0                | 123              | 1                |
| 総通算           | 総通算           | 総通算           | 総通算           | 338              | 5                | 57               | 2                | 23               | 0                | 418              | 7                |

その他の公式戦
- 2014年
  - J1昇格プレーオフ 1試合0得点

その他の国際公式戦
- 2009年
  - パンパシフィックチャンピオンシップ 2試合0得点
  - スルガ銀行チャンピオンシップ 1試合0得点
- 2011年
  - スルガ銀行チャンピオンシップ 1試合0得点

## タイトル

### クラブ
大分トリニータ
- Jリーグカップ : 1回 (2008年)

## 指導歴
- 2021年 - 2024年  ジュビロ磐田
  - 2021年 U-15 コーチ
  - 2022年 U-13 コーチ
  - 2023年 - 同年8月 U-18 監督
  - 2024年 トップチーム コーチ
- 2025年 -  アスルクラロ沼津 コーチ